# Llibre de contemplació en Déu
El Llibre de contemplació o Llibre de contemplació en Déu (en llatí: Liber contemplationis) és una de les primeres produccions (1271-1274) i una obra enciclopèdica i mística escrita per Ramon Llull. Ocupa set volums de les Obres Originals de Ramon Llull (ORL) i prop de 1.200 pàgines de tipografia i d'Obres Essencials (OE). Es mostra dividida en diferents seccions on consten capítols filosòfics, científics, autobiogràfics, entre d'altres. La finalitat d'aquest llibre és entregar-se a l'objectiu de Déu i la seva obra, alabar-lo i glorificar-lo. Redactada inicialment en àrab, poc després fou traduïda al català seguit del llatí. Malauradament, cap còpia de l'obra en àrab no es conserva, però sí en català i llatí. El manuscrit més antic que ens ha arribat en català fou copiat a Mallorca el 1280, i es conserva a la Biblioteca Ambrosiana de Milà, mentre que la primera edició impresa és del 1906-14. El còdex més antic que ens ha arribat en llatí és un volum que Llull va donar a la cartoixa de Vauvèrd (París) el 1298 i que ara es conserva a la Biblioteca Nacional de França, mentre que la primera edició impresa és del 1505.

## Estructura i estil
Està dividit en diverses seccions; el contingut dels cinc llibres es basen en les vivències de l'autor, la Bíblia, el cant de la Sibil·la, filosofies gregues i arabigues, l'escolàstica, els Pares de l'Església, la descripció de la realitat natural a través dels sentits externs (vista, oïda, olfacte, gust, tacte) i interns (cogitació, apercebiment, consciència, subtilesa, fervor), etc. El que parla de la Trinitat divina: consta de 365 capítols, un per cada dia de l'any, enllaçat en tres volums, els quals engloben cinc llibres i aquests, quaranta distincions. Cada capítol té trenta paràgrafs numerats, dividits en deu grups. El quart i el cinquè llibre tenen una estructura temàtica menys definida: al quart aborda temes de caràcter filosòfic, com ara necessitat i contingència, sensualitat i intel·lectualitat, fe i raó, o predestinació i lliure albir; al cinquè hi ha quaranta-sis capítols dedicats a l'amor i cinquanta-dos a l'oració, amb intuïcions filosòfiques i projectes relacionats amb el futur desenvolupament de les primeres Arts. La redacció en primera persona fa que l'autor pugui intercalar nombroses referències autobiogràfiques que pertanyen o bé al camp de l'exultació en l'agraïment dels béns rebuts de Déu o bé al de la penitència i el penediment en el record dels pecats de joventut, sobretot del de luxúria. De tota manera cal fer atenció a la insistència de Llull en l'anonimat: quan parla d'ell mateix, ho fa sempre en termes genèrics; amb el pas dels anys s'acceptà la seva imatge pública de «foll d'amor» i de lluitador de l'ideal. En aquest escrit, però, se sent només un «hominitxol pecador». Aquesta tendència a l'automarginació i a l'exultació en una fe vigorosa i d'adquisició recent també es manifesta en la recurrència de les frases exclamatives de lloança de la divinitat; aquestes manifestacions retòriques poden desconcertar el lector contemporani, però estan en la línia de la prosa agustiniana de les Confessions.